# Levin Wanner
Levin Wanner (* 18. August 2000 in Schaffhausen) ist ein Schweizer Handballspieler und spielt auf der Position des rechten Flügels. Seit der Saison 2023/24 spielt er für den BSV Bern in der Swiss Handball League. Zu seinen Stärken gehören neben dem sicheren Abschluss auch der schnelle Gegenstoss und die Treffsicherheit vom Siebenmeterpunkt.

## Karriere

### Juniorenzeit 2011–2018
Seinen Anfang hatte Levin Wanner 2012 im Alter von 12 Jahren bei den Pfader Neuhausen, wo er erstmals ein Handballtraining besuchte. Zunächst spielte er dann für die U13-Mannschaft, mit welcher er in der Regionalliga der Ostschweiz spielte. In der Saison 2012/13 qualifizierte er sich mit seinem Team für die Schweizermeisterschaft in Genf. Dort reichte es in der Gruppenphase für Rang 5 und in der Endabrechnung somit für Rang 9/10.
In der Saison 2013/14 sammelte er erstmals Erfahrungen in der zweithöchsten Junioren-Liga auf nationaler Ebene, bei den unter 15-Jährigen mit der Spielgemeinschaft der Rhyfall Munot. Daneben spielte er genau so oft noch in der Regionalliga für die Pfader Neuhausen in derselben Altersklasse. Als jüngerer Jahrgang konnte er dazu in der Regionalauswahl Ost weitere Trainings mit dem Talentkader absolvieren.
Eine Saison später startete er zunächst mit einem Team in die Saison, dies mit der SG Rhyfall Munot in der U15-Inter, wo er mit einem Torschnitt von 5.1 auf sich aufmerksam machte. In der Saisonhälfte spielte er dann zudem noch für das U15-Elite-Kader der Kadetten Schaffhausen in der höchsten Spielstärke auf nationaler Ebene. Trotz Umstellung und einem neu zusammengestellten Team behaupteten sie die Tabellenführung nach 18 Spielrunden und erreichten so den Final gegen die SG Stäfa/Uster. Beide Finalspiele gewannen sie dann jeweils und konnten somit den Schweizer Meistertitel in der heimischen BBC-Arena feiern. In dieser Saison spielte er zudem im Hauptkader der Regionalauswahl Ost, mit welchen er nach einigen Qualifikationsturnieren am Finalturnier in den Final gegen die Regionalauswahl aus Zürich vorstiess. Diesen verlor sein Team, was sie zu den Schweizer Vizemeistern machte. Positiv war jedoch das darauf folgende Aufgebot für den Förderlehrgang der U17-Nationalmannschaft (siehe Karriere, Nationalmannschaft). Des Weiteren war Levin Wanner seit dieser Saison ein Mitglied der Swiss Handball Academy in Schaffhausen, bei welcher er bis zum Sommer 2020 trainierte. Während der Saison 2015/16 spielte er für die U17 der SG Rhyfall Munot in der Inter-Stärkenklasse, wo er mit 107 Treffern aus 15 Spielen mit seinem Team auf dem 5. Rang endete. Daneben absolvierte er mit den U17 der Kadetten Schaffhausen 19 Spiele und im Final trafen sie auf die Auswahl des HSC Suhr Aarau, wobei sie das erste Finalspiel in Aarau knapp verloren (34:33), aber dann im Heimspiel (23:19) nach einem 1-wöchigen Trainingslager in Slowenien den Schweizer Meistertitel holen konnten. Ab dem Sommer 2016 spielte Levin Wanner hauptsächlich für die U19-Elitemannschaft der Kadetten Schaffhausen, wo sie nach einer erfolgreichen Hauptrunde auf Rang 1 standen und im Final auf eigentlichen Favoriten aus St. Gallen trafen. Das Hinspiel konnte dann mit 6 Toren (28:34) gewonnen werden, womit die Niederlage mit 4 Toren (24:28) in Schaffhausen dennoch zur Krönung als Schweizer Meister in der höchsten Juniorenstufe reichte, obwohl Wanner zu dieser Zeit noch für die U17 spielberechtigt gewesen wäre.

### Aktive Karriere seit 2017
Seine erste Saison als Aktiver war zugleich auch die letzte in einer Juniorenliga. Bei der SG GS/Kadetten Espoirs SH, kurz Kadetten Espoirs genannt, spielte er während der Saison 2017/18 in der Nationalliga B. Mit 91 Toren aus 26 Spielen machte er dort sogleich auf sich aufmerksam. Seinem Team reichte es zum Schluss der Saison auf den 5. Rang. Sein letztes Jahr als Junior verlief nicht minder erfolgreich, denn mit der U19 von den Kadetten Schaffhausen, stiess er in das Finale gegen den HSC Suhr Aarau vor, wobei es im ersten Heimspiel zu einem 13-Tore-Sieg (39:26) kam, was dazu führte, dass in Aarau eine Niederlage (29:26) dennoch zum Schweizer Meistertitel reichte.
In der Saison 2018/19 spielte Wanner für die Kadetten Espoirs sowie auch für die erste Mannschaft der Kadetten Schaffhausen. Mit dem Farmteam reichte es am Ende der Saison auf Rang 9. und mit der ersten Mannschaft nach einem Playoffrun gegen Basel (3:1), Bern (3:0) und Pfadi Winterthur (3:0) sogar für den Schweizer Meistertitel. Daneben wurde er im Frühling Vize-Cup-Sieger im Final gegen Wacker Thun.
Die coronabedingt abgebrochene Saison 2019/20 endete mit 17 Punkten aus 20 Spielen auf Rang 9 mit den Kadetten Espoirs. Zu Beginn der Saison gewann er mit den Kadetten Schaffhausen den Super-Cup gegen Wacker Thun in Winterthur.
2020/21 wechselte er von Schaffhausen auf Leihbasis, mit einem 2-Jahres-Vertrag ausgestattet, zum Nationalliga-A-Konkurrenten HC Kriens-Luzern.
Wanner schloss sich im Sommer 2023 Schweizer Erstligisten BSV Bern an.

### Nationalmannschaft
Der Beginn seiner Nationalmannschaftskarriere war beim Förderlehrgang in Mürren für die U17-Auswahl, wo er sich nach einer intensiven Woche für den Hauptkader qualifizierte. Die Highlights der nächsten zwei Jahre im U17-Kader waren das Nationalmannschaftsdebüt 2016 in Zug gegen Österreich und das 4-Länderturnier in Frankreich mit Sieg über Island. Bereits in der Saison 2016/17 folgten Aufgebote für die U19-Auswahl.
Ab dem Sommer 2017 gehörte er dann nur noch zu der Nationalmannschaft der under 19-Jährigen. An der Championship in Georgien im Sommer 2018 reichte es seinem Team für den 3. Rang, nach einem Sieg über Mazedonien im Spiel um Platz 3, womit sie den Aufstieg an die A-EM verpassten. Weitere Highlights für Wanner waren die Gewinne zweier Topscorer-Preise an Vorbereitungsturnieren in Bosnien und Rumänien. Seit dem Sommer 2019 gehört Levin Wanner zur U21-Nationalmannschaft der Schweiz. Seit 2019 ist er zudem ein Teil des Perspektivkaders der A-Nationalmannschaft der Schweiz und bestritt am 2. März 2020 sein erstes Testspiel gegen die HSG Konstanz.

## Erfolge

### Junioren
- U15 Elite Junioren Schweizer Meister 2015
- Regional Auswahl Junioren Vize Schweizer Meister 2015
- U17 Elite Junioren Schweizer Meister 2016
- U19 Elite Junioren Schweizer Meister 2017 und 2018
- 3. Platz bei U19 Championship in Georgien

### Aktive Karriere
- Schweizer Meister 2019
- Vize Schweizer Cup Sieger 2019
- Supercup Sieger 2019

## Statistik
| Saison  | Liga                 | Verein                | Spiele | Tore | 7-Meter | Ø   | Bemerkungen            |
| ------- | -------------------- | --------------------- | ------ | ---- | ------- | --- | ---------------------- |
| 2013/14 | U15 Inter Finalrunde | SG Rhyfall Munot      | 12     | 7    | 0       | 0.6 |                        |
| 2014/15 | U15 Elite            | Kadetten Schaffhausen | 9      | 19   | 0       | 2.1 | Schweizer Meister      |
| 2014/15 | U15 Inter Finalrunde | SG Rhyfall Munot      | 18     | 92   | 8       | 5.1 |                        |
| 2014/15 | RA Junioren          | Regionalauswahl Ost   | 4      | 5    | 0       | 1.3 | Vize Schweizer Meister |
| 2015/16 | U17 Elite            | Kadetten Schaffhausen | 19     | 56   | 1       | 2.9 | Schweizer Meister      |
| 2015/16 | U17 Inter Finalrunde | SG Rhyfall Munot      | 15     | 107  | 7       | 7.1 |                        |
| 2016/17 | U19 Elite            | Kadetten Schaffhausen | 23     | 150  | 13      | 6.5 | Schweizer Meister      |
| 2016/17 | U17 Inter Finalrunde | SG Rhyfall Munot      | 2      | 10   | 1       | 10  |                        |
| 2017/18 | U19 Elite            | Kadetten Schaffhausen | 13     | 52   | 2       | 4   | Schweizer Meister      |

| Saison  | Liga       | Verein                    | Spiele | Tore | 7-Meter | Ø   | Bemerkungen                                                                                   |
| ------- | ---------- | ------------------------- | ------ | ---- | ------- | --- | --------------------------------------------------------------------------------------------- |
| 2017/18 | Männer NLB | SG GS/Kadetten Espoirs SH | 26     | 91   | 8       | 3.5 |                                                                                               |
| 2018/19 | Männer NLA | Kadetten Schaffhausen     | 26     | 26   | 0       | 1   | Schweizer Meister und Vize Cup Sieger                                                         |
| 2018/19 | Männer NLB | SG GS/Kadetten Espoirs SH | 19     | 101  | 19      | 5.3 |                                                                                               |
| 2019/20 | Männer NLA | Kadetten Schaffhausen     | 5      | 2    | 0       | 0.4 | Super Cup Sieger zu Beginn der Saison Abbruch der Meisterschaft, aufgrund der Corona-Pandemie |
| 2019/20 | Männer NLB | SG GS/Kadetten Espoirs SH | 18     | 134  | 34      | 7.4 | Super Cup Sieger zu Beginn der Saison Abbruch der Meisterschaft, aufgrund der Corona-Pandemie |

| Kader      | Spiele | Tore | Ø   | Bemerkungen                           |
| ---------- | ------ | ---- | --- | ------------------------------------- |
| U17-Männer | 9      | 39   | 4.3 |                                       |
| U19-Männer | 48     | 212  | 4.4 | 3. Rang Championship 2018 in Georgien |
| U21-Männer | 5      | 12   | 2.4 |                                       |

## Persönliches
Levin Wanner wuchs in Beggingen im Kanton Schaffhausen in ländlicher Umgebung auf und absolvierte 2020 eine Lehre als Landmaschinen Mechaniker EFZ.